# Shamu (orque)
Shamu était une orque femelle qui fit la réputation du SeaWorld San Diego, en Californie, aux États-Unis. Elle fut l'une des toutes premières orques présentées au public.

## Histoire de Shamu
Shamu fut capturée en octobre 1965 dans un des bras de mer du détroit de Puget, dans l'état de Washington, ce qui en fit la quatrième orque capturée pour les parcs aquatiques. En décembre de cette même année, elle est vendue au SeaWorld San Diego qui n'avait pas encore d'orques dans ses bassins. À cette époque, les spectacles d'orques étant très rares, Shamu, avec son Shamu Show, devint très rapidement la mascotte et l'attraction principale du parc californien. En 1971, Shamu succomba à une septicémie, après 6 ans passés à SeaWorld.

### Accident
En 1971, SeaWorld proposa à Anne Eckis, secrétaire pour le parc, de descendre dans le bassin des orques et de chevaucher Shamu pour faire des photos publicitaires. Après avoir fait trois fois le tour du bassin, Shamu ne répond pas à un signal des soigneurs et Anne Eckis tombe à l'eau. L'orque la mord alors au niveau des jambes et des hanches, avant de saisir sa jambe gauche entre ses dents. Finalement, Shamu lâcha prise et Anne Eckis put sortir du bassin. Toutefois, ses blessures nécessitèrent une centaine de points de suture.

## Utilisation du nom

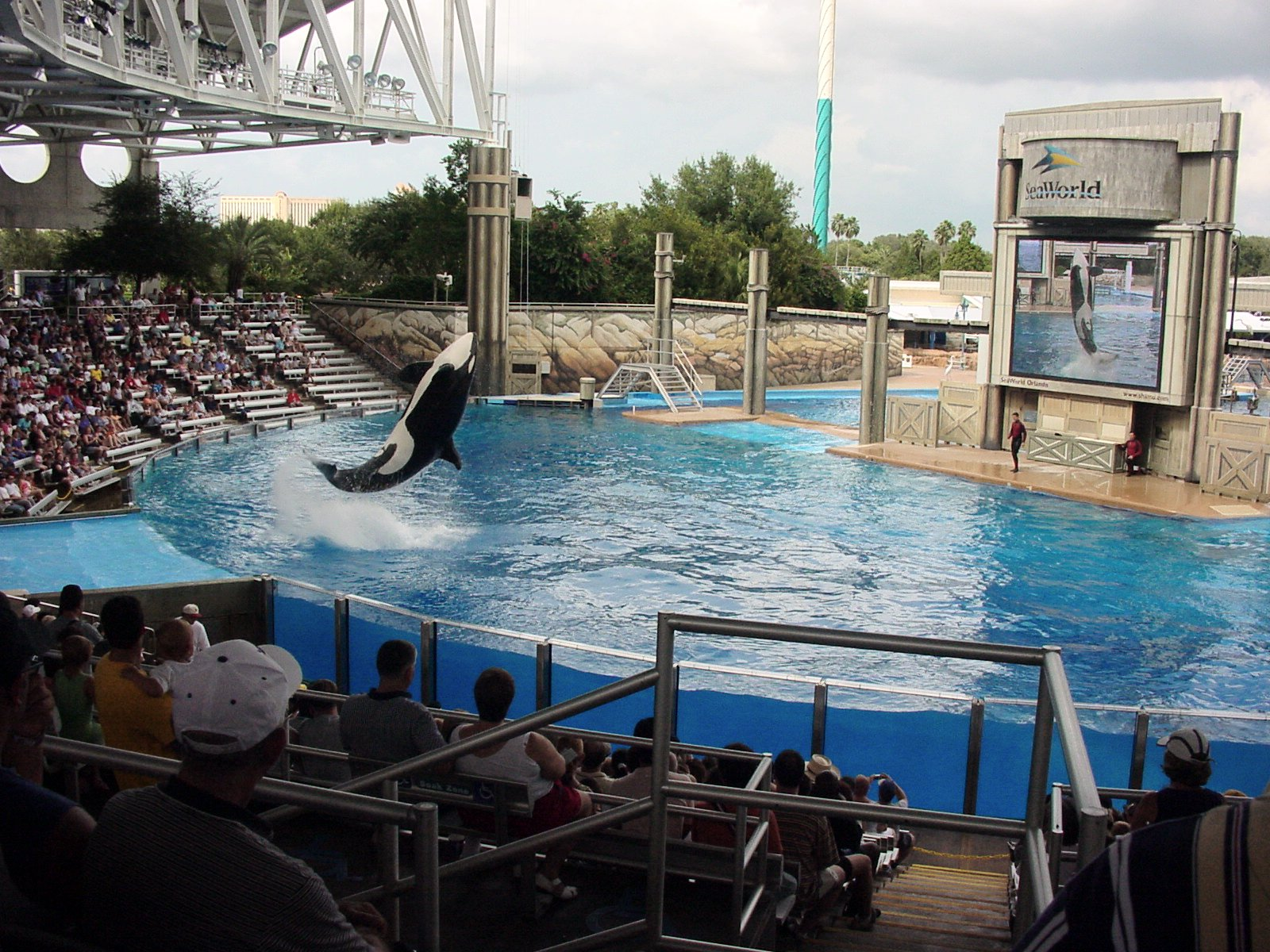
Kalina, Baby Shamu, en pleine représentation au SeaWorld Orlando.

Au vu de la très grande popularité de Shamu auprès du public, son nom ne disparut pas avec elle. En effet, après sa mort, SeaWorld fit le choix de conserver le nom de Shamu pour l'ensemble de ses orques. Ainsi, pour le public, toutes les orques de SeaWorld s’appellent Shamu. Pour preuve, en 1985, lorsque le SeaWorld Orlando réussit la première naissance d'orque en captivité, Kalina, de son vrai nom, est alors surnommée Baby Shamu.

### Dans la communication de SeaWorld

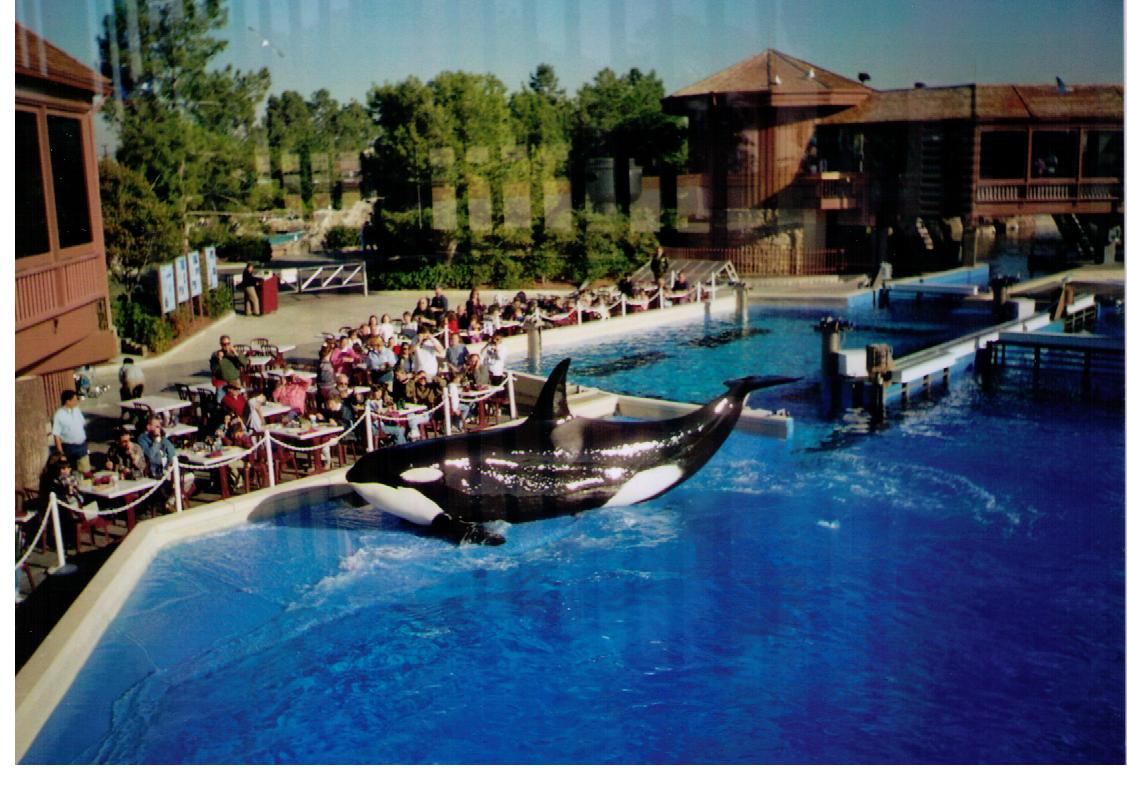
Dine with Shamu au SeaWorld San Diego.

Aujourd'hui encore, le nom de Shamu est omniprésent dans la communication du groupe SeaWorld, à tel point que Shamu est une marque déposée. Voici quelques exemples d'utilisations de la marque Shamu :
- The Shamu Stadium est le bassin des orques ;
- The Shamu Store est la boutique en ligne des parcs SeaWorld ;
- Dine with Shamu, Breakfast with Shamu ;
- Shamu goes to college, This is Shamu et The Shamu adventure font partie des spectacles qui furent proposés par SeaWorld.

### Dans la culture populaire
- South Park fait référence dans l'épisode Sauvez Wilzy-X à Shamu, en nommant l'orque Jambu.

- Dans le premier épisode de This Is Us, Rebecca chante : Happy 36th Birthday To You, Happy 36th Birthday To You, I Have Triplets inside of me, I am Shamu.

- « For 15 years, I worked double shifts, drove carpools, cleaned the house, while you were feeding Shamu ! » (Lois, dans le final de la saison 5 de Malcolm)
- Dans la chanson "Candy Store" de la comédie musicale Heathers, Heather Chandler chante « Say goodbye to Shamu » à Veronica en parlant de Martha.
- Gregory House appelle un patient souffrant d'obésité morbide Shamu : "Let's see what Shamu's been up to besides eating" (Dr House, saison 3, épisode 7).